# Sex shop

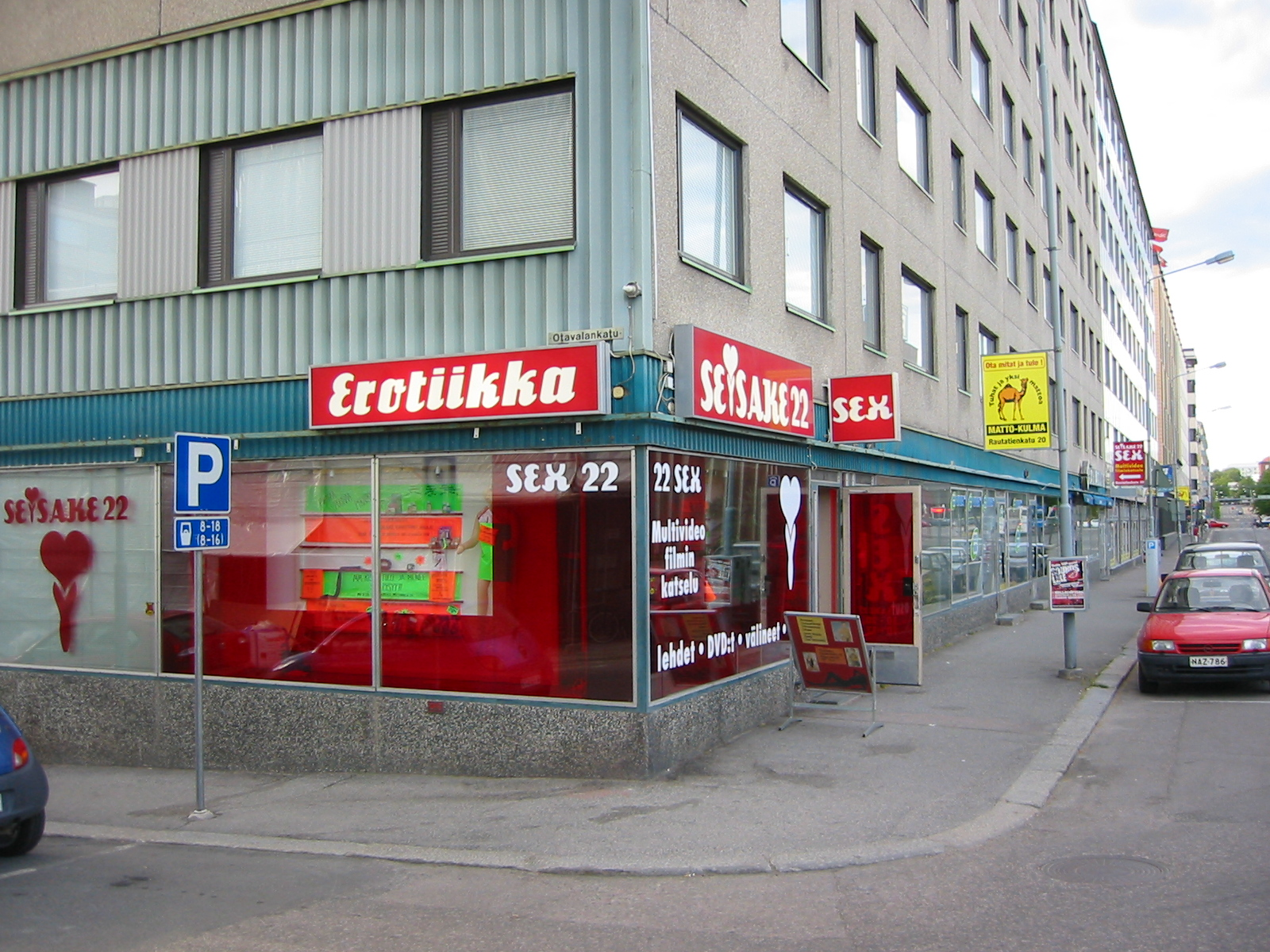
Un sex-shop à Tampere, en Finlande.

Un sex shop (anglicisme pour « boutique de sexe »), parfois traduit en boutique érotique, est un commerce qui vend du matériel pornographique, des accessoires et des services liés à la sexualité.

## Biens et services commercialisés

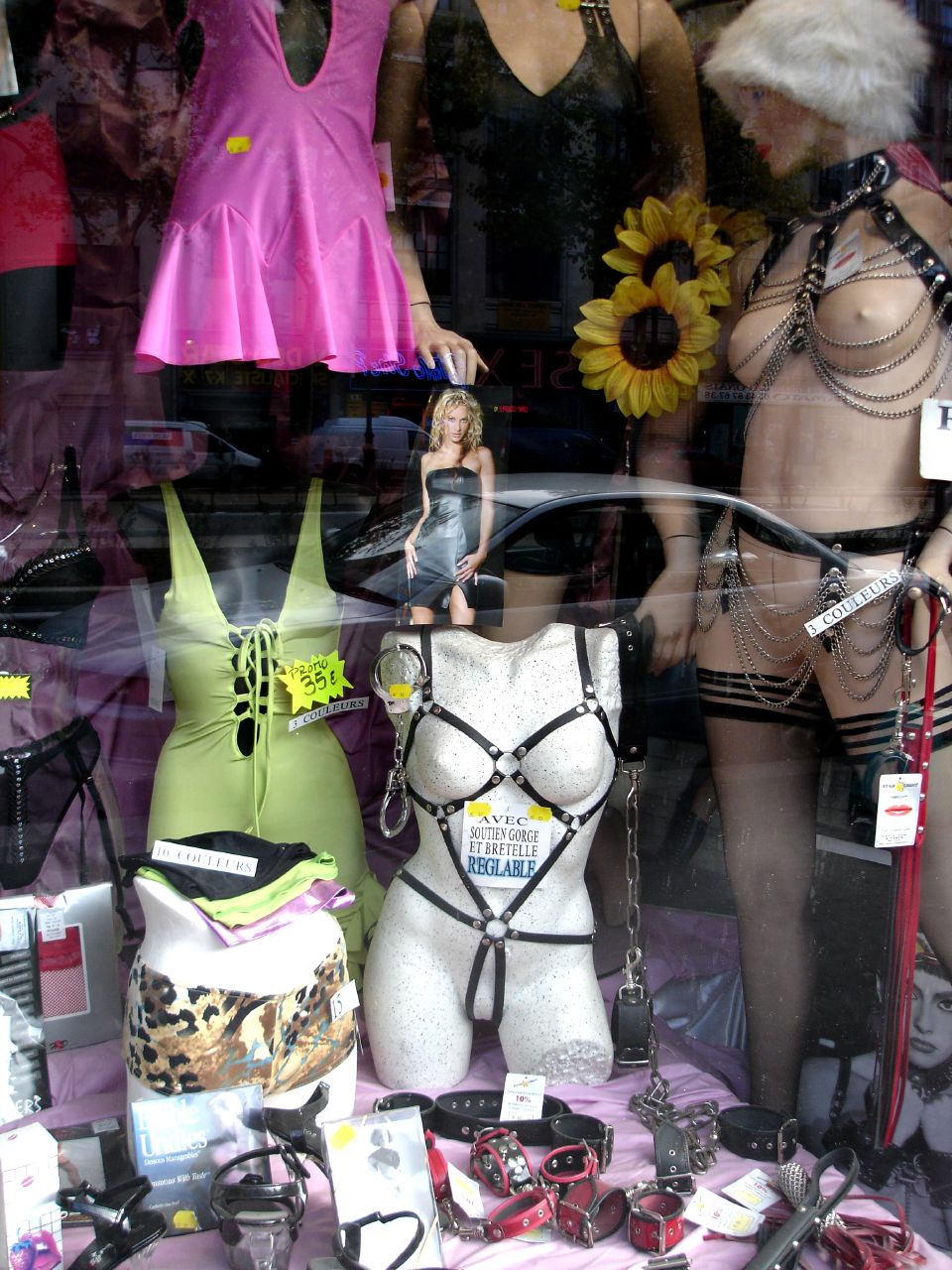
Lingerie et accessoires.

Les sex shops mettent généralement en vente :
- des sex-toys (godemichets, vibrateurs, vibromasseurs, poupées gonflables, jouets, pénis en gélatine, vaginette, stimulateur clitoridien, plug anal, masturbateur, etc.) ;
- lingerie coquine (culotte ouverte, porte-jarretelles, ensemble lingerie, body) ;
- des accessoires de diverses paraphilies ;
- des préservatifs, lubrifiants sexuels, etc. ;
- des revues, ouvrages, films (cassettes vidéo, DVDs) à caractère érotique ou pornographique ;
- des tenues érotiques (robe ultra sexy) ;
- des accessoires BDSM (fouet, menottes).

Certains sex shops ont par ailleurs des cabines de visualisation de films pornographiques. Dans certains cas, on y trouvera également un peep show.
Les sex shops se développent de plus en plus sur Internet, car on peut y faire ses achats discrètement[réf. nécessaire].

## Histoire
Le premier sex-shop du monde a été ouvert à la Noël 1962 à Flensbourg (frontière germano-danoise) à l'initiative de la célèbre  Beate Uhse. Elle avait le nom de „Fachgeschäft für Ehehygiene“ (magasin spécialisé pour l'hygiène maritale). Plusieurs sex-shops portent encore son nom en Allemagne et il y a même un musée érotique Beate Uhse à gare de Berlin Zoologischer Garten.
En France, depuis 1970, ils sont interdits d'entrée aux mineurs. Depuis 1973, leurs vitrines doivent être opaques. Depuis la loi de finance du 30 décembre 1986, leurs bénéfices sont surtaxés. Depuis une loi de 1987, ils sont interdits d'installation à moins de cent mètres des établissements scolaires.
Autour de 1973, la géographie des sex shops commence à se préciser en France ; elles sont présentes dans les principales villes françaises. À Paris, Pigalle, la rue de la Gaîté et la rue Saint-Denis sont occupées. Les sex-shops deviennent les emblèmes et les producteurs d’une nouvelle définition des quartiers chauds : un espace fortement sexualisé mais différent des quartiers de prostitution traditionnels. Après 1973, la préhistoire des sex-shops est terminée : ce type de boutique n’est plus considéré comme une nouveauté, il fait partie du paysage urbain[réf. nécessaire].

## Accès et localisation
Aux États-Unis, certains États[Lesquels ?] prohibent les sex shops ou les types d'accessoires que l'on y vend pour des motifs de « moralité ».
L’Alabama interdit l’achat ou la vente d’accessoire érotique avec l'"Anti-Obscenity Enforcement Act (en)". Cependant il est tout de même autorisé d’en posséder.
Au Texas, une personne commet une infraction si elle fait la promotion ou possède tout matériel ou dispositif "obscène" et condamne judiciairement celui qui en possède plus de six au travers du "Texas obscenity statute (en)".
Dans d'autres pays, comme la France, les sex shops sont légaux ; leur accès est réservé aux personnes majeures.
Il existe par ailleurs des sex shops vendant par correspondance (et envoyant leurs produits sous « pli discret »).
Depuis le développement du Web, la vente de ces produits se fait maintenant essentiellement sur Internet. Le terme sex shop en ligne, ou sex shop online, est d'abord utilisé. À partir des années 2020, le terme love shop en ligne se généralise, traduisant à la fois une démocratisation du concept de sex shop et une mue tournée vers la vente d'objets plus variés, en lien avec la sexualité et non plus en lien avec le sexe.
Sexy-Avenue (Dreamnex SA), le premier Sexshop en ligne Francophone voit le jour en 1999,, suivi quelques années plus tard par Senkys (Dream Store SA),et Adam et Eve (Beate Uhse)
Certains sex shops se spécialisent dans une certaine clientèle, comme dans la vente de produits destinés à la communauté homosexuelle. Les premières boutiques d'accessoires gay voient le jour dans le quartier du Marais, à Paris, avant d'être également présentes sur Internet. C'est le cas pour Rob-Paris (qui a fermé en 2023).

## Cinéma
- Sex-shop de Claude Berri